# Riet (Adelsgeschlecht)

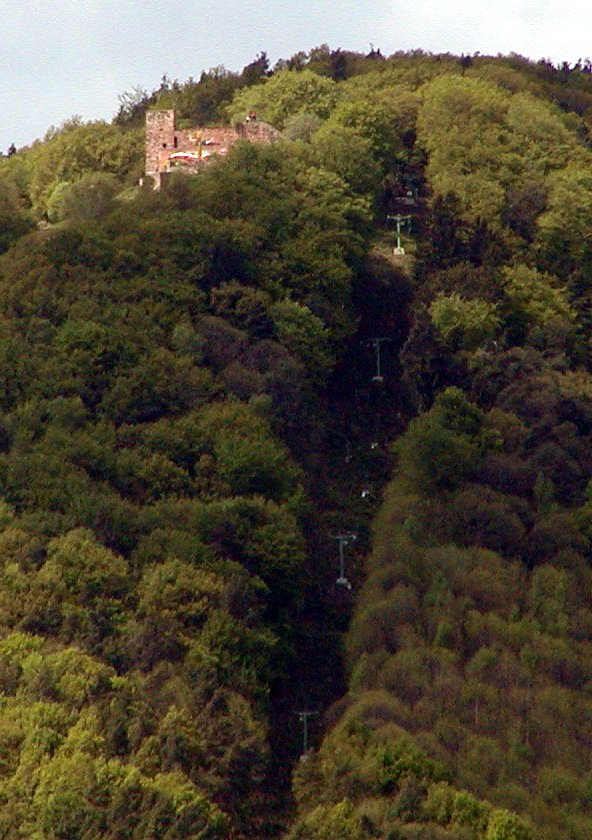
Die Rietburg, Stammburg des Geschlechts

Das Geschlecht von Riet zählte im Mittelalter zum niederen Adel im Gebiet der heutigen Pfalz (Bundesland Rheinland-Pfalz). Seine Vertreter waren anfangs Lehnsmannen der nordelsässischen Benediktinerabtei Weißenburg, später Ministerialen und Lehnsmannen der damals staufischen deutschen Herrscher. Zwei wurden bekannt durch die Errichtung der Rietburg bzw. durch eine politische Geiselnahme. 

## Ursprung des Geschlechts
Die Familie stammte aus der Gegend zwischen Speyer und Germersheim und hatte ihren Namen nach einem mit Ried bewachsenen Herkunftsgebiet am Rhein erhalten. Möglicherweise handelte es sich dabei um die spätere Rheinschanzinsel, die damals sozusagen als Halbinsel in einer weiten Flussschlinge lag; bei der Rheinbegradigung im 19. Jahrhundert zur Insel geworden, gehört sie seither zu Baden und beherbergt seit den 1970er Jahren das Kernkraftwerk Philippsburg. Erstmals wurde die Familie von Riet 1149 in einer Urkunde des südpfälzischen Klosters Eußerthal erwähnt.

## Bau der Rietburg
Auf die Herren von Riet wird die Errichtung der Rietburg (zwischen 1200 und 1204) nahe der südpfälzischen Kleinstadt Edenkoben zurückgeführt. Erbauer der Burg war Konrad II. von Riet, ältester von sechs Söhnen des Vaters Konrad I. und dessen Ehefrau Adelheid, die seit 1184 verheiratet waren.

## Politische Geiselnahme
Nach dem Tod Konrads II. übernahm dessen Vetter Hermann von Riet die Burgherrschaft. In den nach 1250 aufflammenden Konflikten zwischen Staufern und Welfen blieb er staufischer Gefolgsmann. 1255 nahm er die den Welfen angehörende Königin Elisabeth, Gattin des deutschen Königs Wilhelm, samt ihrer Begleitung während einer Reise von der Bischofsstadt Worms zur Reichsburg Trifels bei der Ortsgemeinde Edesheim fest und setzte sie auf der Rietburg gefangen. Eine Koalition von regionalen Fürsten und Städten zwang ihn am 4. Dezember 1255, seinen Gefangenen die Freiheit zu geben. Zu den Befreiern gehörten u. a. Pfalzgraf Ludwig der Strenge sowie Graf Friedrich III. von Leiningen. Hermann kam mit dem Leben davon, doch seine Burg wurde ihm entzogen und zur Reichsburg erklärt, die direkt dem König unterstand.